# N320 (België)
De N320 is een gewestweg in de Belgische provincie West-Vlaanderen. De weg verbindt Bredene met Oudenburg. De weg heeft een totale lengte van ongeveer 2 kilometer.

## Traject
De N320 loopt vanaf de N9 naar het noorden. Bij het kanaal Brugge-Oostende loopt de huidige baan over de Nieuwe Plassendalebrug om op de andere kanaaloever aan te sluiten bij de N358. De N320 loopt nog ongeveer 100 m verder tot aan het landhoofd van de intussen verdwenen Oude Plassendalebrug. Op de gehele lengte heet deze weg "Plassendaalesteenweg". Op de eerste 1,2 km vormt de N320 de grens tussen Bredene en Zandvoorde, een deelgemeente van Oostende. Verderop is de N320 de grens tussen Zandvoorde en Oudenburg.